# 엔도 아키히로
엔도 아키히로(일본어: 遠藤 彰弘, 1975년 9월 18일 ~ )는 일본의 전 축구 선수이다.

## 구단 경력
1994년 J1리그의 요코하마 마리노스(요코하마 F. 마리노스)에 입단했다. 1995년, 2003년, 2004년 3번의 J1리그 우승을 차지했다. 2005년까지 210경기에 출전하여, 14득점을 넣었다. 2005년 7월 비셀 고베로 이적했다. 2007년후 현역 은퇴.

## 국가대표팀 경력
그는 1996년 하계 올림픽에 참가할 일본 U-23 국가대표팀에 발탁되었으며, 1경기에 출전했다.